# Shungnak
Shungnak est une ville du borough de Northwest Arctic en Alaska aux États-Unis,. Lors du recensement de 2010, sa population était de 262 habitants.

## Situation - climat
Elle est située sur la rive ouest de la rivière Kobuk, à 241 km de Kotzebue.
Les températures moyennes vont de −23 °C à −9 °C en hiver et de 4 °C à 18 °C en été.

## Histoire
Fondé en 1899, comme point de ravitaillement pour les activités minières des Cosmos Hills, le village Iñupiat a été obligé de se déplacer en 1920 à cause de l'érosion et des inondations de la rivière. L'ancien site, 16 km en amont, a été nommé Kobuk. Le village s'est d'abord appelé Kachuk puis Shungnak, un mot eskimo qui signifie jade, une pierre abondante localement.
L'économie locale est une économie de subsistance, la pêche et la chasse étant les principales activités et la principale source de ravitaillement. Toutefois, il s'y déploie quelques activités touristiques et il y a deux magasins, ainsi qu'une importante activité artisanale avec fabrication de paniers, moufles, et autre habillement traditionnel.

## Démographie
| 1930 | 1940 | 1950 | 1960 | 1970 | 1980 |
| ---- | ---- | ---- | ---- | ---- | ---- |
| 145  | 193  | 141  | 135  | 165  | 202  |

| 1990 | 2000 | 2010 | - | - | - |
| ---- | ---- | ---- | - | - | - |
| 223  | 256  | 262  | - | - | - |

## Sources et références
- (en) Cet article est partiellement ou en totalité issu de l’article de Wikipédia en anglais intitulé « Shungnak, Alaska » (voir la liste des auteurs).

1. ↑  (en) « Shungnak », Geographic Names Information System
2. ↑  (en) « Shungnak, Alaska » [« Données sur Shungnak, Alaska »], sur le site city-data.com (consulté le 4 août 2018).
3. ↑  « Statistiques des États-Unis - Alaska - Profils des communautés de 2010 » (consulté en novembre 2020)